# Gegeneraliseerde vierhoek
In de wiskunde is een gegeneraliseerde vierhoek een incidentiemeetkunde gekenmerkt door de afwezigheid van driehoeken, maar waarin wel veel vierhoeken aanwezig zijn. Elke gegeneraliseerde vierhoek is een polaire ruimte van rang 2. Gegeneraliseerde vierhoeken vormen een deelklasse van gegeneraliseerde veelhoeken. 

## Definitie
Een (dikke) gegeneraliseerde vierhoek is een incidentiestructuur {\displaystyle ({\mathcal {P}},{\mathcal {L}},I)} met {\displaystyle I\subseteq {\mathcal {P}}\times {\mathcal {L}}} een incidentierelatie die voldoet aan bepaalde axioma's. Elementen van {\displaystyle {\mathcal {P}}} zijn per definitie punten, elementen van {\displaystyle {\mathcal {L}}} lijnen.
1. Elk element in {\displaystyle P\cup B} is incident met minstens 2 elementen.
2. Er is hoogstens 1 lijn door 2 verschillende punten.
3. Voor elk punt {\displaystyle p} en lijn {\displaystyle L} niet door {\displaystyle p} bestaat er een punt {\displaystyle q} op {\displaystyle L} collineair met {\displaystyle p}.
4. Er bestaat een (gewone) vijfhoek.

Indien enkel de eerste drie axioma's gelden, spreekt men van een dunne gegeneraliseerde vierhoek. Bijvoorbeeld een {\displaystyle 3\times 3} grid: {\displaystyle {\mathcal {P}}={1,2,3,4,5,6,7,8,9}} en {\displaystyle {\mathcal {L}}={123,456,789,147,258,369}}.
Uit de axioma's (met het vierde!) volgt dat er parameters {\displaystyle (s,t)} zijn zodat:
- {\displaystyle s\geq 1}, op elke lijn liggen exact {\displaystyle s+1} punten.
- {\displaystyle t\geq 1}, door elke punt gaan exact {\displaystyle t+1} lijnen.

Merk op dat deze parameters ook oneindig mogen zijn. Een gegeneraliseerde vierhoek met parameters {\displaystyle (s,t)} wordt ook genoteerd als {\displaystyle {\text{GQ}}(s,t)} (Generalized Quadrangle).
Voor dunne gegeneraliseerde vierhoeken hoeven er geen parameters {\displaystyle s} en {\displaystyle t} te zijn. Een {\displaystyle 3\times 4} rooster vormt bijvoorbeeld een dunne gegeneraliseerde vierhoek waarbij sommige rechten drie punten hebben en andere vier.
Alternatieve axioma's zijn ook mogelijk. Men kan bijvoorbeeld uitgaan van de eis dat er geen (gewone) driehoeken zijn en elke twee elmenten bevat zijn in een (gewone) vierhoek. Het tweede axioma hierboven kan men dan opvatten als het niet bestaan van tweehoeken. Het laatste axioma kan men vervangen door minstens drie punten per lijn en drie lijnen door een punt.
Het kleinste niet-dunne voorbeeld is {\displaystyle {\text{GQ}}(2,2)}. De representatie hiervan werd 'De Doily' genoemd door Stan Payne in 1973.

## Eigenschappen
Indien {\displaystyle s} en {\displaystyle t} beide eindig zijn en groter dan 1, gelden de volgende eigenschappen:
- {\displaystyle |{\mathcal {P}}|=(st+1)(s+1)}
- {\displaystyle |{\mathcal {L}}|=(st+1)(t+1)}
- {\displaystyle (s+t)|st(s+1)(t+1)}
- {\displaystyle s\leq t^{2}} en {\displaystyle t\leq s^{2}}

## Grafen
Er zijn twee interessante grafen te associëren met een gegeneraliseerde vierhoek:
- De collineariteitsgraaf met de punten als toppen en als bogen collineaire punten. Dit is een sterk reguliere graaf.
- De incidentiegraaf met als punten alle elementen van {\displaystyle {\mathcal {P}}\cup {\mathcal {L}}} en een boog als de twee elementen incident zijn. Dit is een samenhangende bipartiete graaf met diameter 4 en taille 8.

## Dualiteit
Als {\displaystyle ({\mathcal {P}},{\mathcal {L}},I)} een gegeneraliseerde vierhoek is met parameters {\displaystyle (s,t)}, dan is {\displaystyle ({\mathcal {L}},{\mathcal {P}},I^{-1})} ook een gegeneraliseerde vierhoek. De parameters van deze nieuwe gegeneraliseerde vierhoek zijn {\displaystyle (t,s)}.
Deze duale structuur is niet noodzakelijk isomorf met het origineel.

## Restrictie van de parameters
Indien er in een dunne gegeneraliseerde vierhoek parameters zijn, zijn alle parameters {\displaystyle (1,z)} en {\displaystyle (z,1)} met {\displaystyle z} een geheel getal mogelijk. Voor dikke gegeneraliseerde vierhoeken zijn enkel volgende mogelijke eindige parameters gekend met {\displaystyle q} de macht van een priemgetal:
- {\displaystyle (q,q)}
- {\displaystyle (q,q^{2})} en {\displaystyle (q^{2},q)}
- {\displaystyle (q^{2},q^{3})} en {\displaystyle (q^{3},q^{2})}
- {\displaystyle (q-1,q+1)} en {\displaystyle (q+1,q-1)}